# 카프룬 대참사

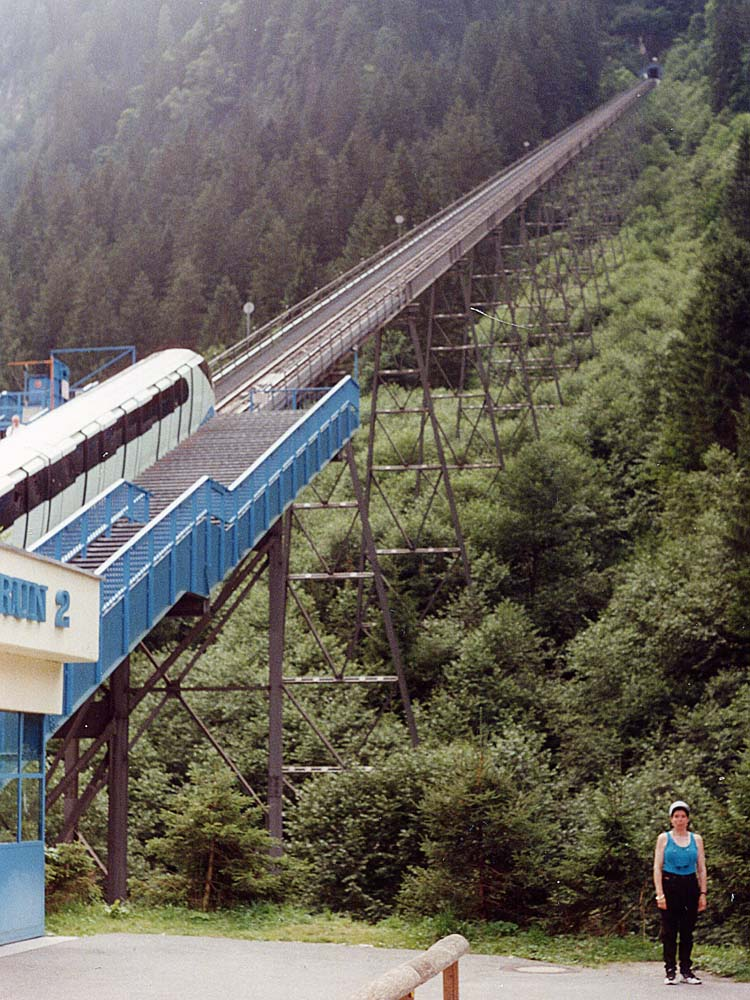
Gletscherbahn 2

카프룬 대참사는 2000년 11월 오스트리아의 카프룬에서 상행 퓨니큘러 열차가 터널 안에서 전소된 사건을 말한다. 155명이 열차에서 탈출했는데 터널 위쪽으로 가던 사람들은 모두 죽었고 아래쪽으로 내려간 12명만 생존하였다. 희생자들은 키츠슈타인호른으로 가던 스키어였다.

## 사고 당시의 열차
당시 열차는 1974년에 영업을 시작한 카프룬(Kaprun)에서 키츠슈타인호른(Kitzsteinhorn)으로 향하던 Gletscherbahn Kaprun 2 열차였다. 1993년 열차는 스키 리조트의 명성에 걸맞게 현대화되었다. 해당 열차는 무인 조종 열차였고 승무원은 차장 1명만이 탑승하고 있었다. 그 선로는 궤도가 946mm였고, 총 길이는 3.9km였다. 3.3km지점에 경사 30도의 터널이 있었고 터널 안에서 선로가 두 가닥으로 나뉘었다. 그 열차는 사고가 난 터널을 통해 승객들을 실어 날랐다. 각 열차는 180명의 승객을 수용할 수 있었다.

## 사건
2000년 11월, 161명의 승객과 1명의 차장은 아침 일찍 푸니쿨라를 타고 키츠슈타인호른으로 가고 있었고, 얼마 안 있어 터널에 도착하였다
아침 9시 전기 히터에 이미 불이 붙어 있었다. 히터에 붙은 불은 곧 플라스틱 파이프를 녹이고 불에 타기 쉬운 수압 제동 장치를 망가뜨렸다.
9시 2분 맨 뒷쪽 객실에 탑승해 있던 승객들은 비어있는 뒷쪽 기관실에서 연기가 새어나오는 것을 발견했다. 연기는 곧 객실을 가득 채웠다. 승객들은 당황했고 한 승객이 핸드폰으로 도움을 요청하려 했지만 소용없었다.
9시 5분, 열차는 터널 안 600m 지점에서 갑자기 멈췄다. 카프룬 역의 관제실에 있던 관제사는 차장에게 전화를 걸었지만 그는 열차에 무슨 일이 일어났는지 알지 못했다. 연락을 할 수 없었기 때문이었다.
정상적인 상황이라면 비상문이 열려야 했지만, 끝내 열리지 않았다. 일부 승객들은 가지고 있던 스키 폴(Ski Pole, 스키를 탈 때 쓰는 막대 모양의 도구)로 창문을 깨려고 했지만, 열차의 유리는 에폭시(충격 방지용) 재질의 유리였기 때문에 깨기가 어려웠다. 그 와중에 차장이 문을 열려고 시도했으나 열리지 않았다.
몇분 후, 마침내 일부 승객들이 소지품(스키 폴)으로 유리창 하나를 깨고 열차 밖으로 나왔으나 승객들 대부분이 유독가스에 중독된 상태였고 일부는 사망하였다.
열차를 탈출한 155명 중 12명만 터널 아래쪽으로 갔고 나머지는 터널 위쪽으로 갔다. 같은 시각 알파인 역에서 기계공이 방화벽 문을 열고 유독가스를 피하였는데 굴뚝 효과로 인해 열차 뒤쪽으로 1,000°C에 가까운 불길이 치솟았다. 그래서 터널 위쪽으로 가던 사람들은 모두 죽었다.

### 사망자 및 여파[1]
| 국기       | 국가 |
| ---------- | ---- |
| 오스트리아 | 92   |
| 독일       | 37   |
| 일본       | 10   |
| 미국       | 8    |
| 슬로베니아 | 4    |
| 네덜란드   | 2    |
| 영국       | 1    |
| 체코       | 1    |
| 합계       | 155  |

## 참조
1. ↑  “Flashback: Kaprun ski train fire”. BBC. 2004년 2월 19일. 2009년 4월 14일에 확인함.